# Arminiuskerk (Amsterdam)
De Arminiuskerk is een kerkgebouw in Amsterdam-West. De kerk is vernoemd naar Jacobus Arminius.
Ze is gelegen aan de Antillenstraat hoek Postjeskade, waarvan het huisnummer 200 draagt. De kerk werd gebouwd in naam van de Remonstrantse gemeente en werd in mei 1957 geopend. Het ontwerp kwam van Karel Sijmons, die meerdere kerken op zijn naam heeft staan. Het werd destijds gezien als een sober gebouw van grote eenvoud met strakke lijnen. Daartegen over kreeg men er een warm gevoel bij, zoals het Algemeen Handelsblad van 3 mei 1957 weergeeft. Er was plaats voor 202 kerkgangers, maar het aantal stoelen kon desgewenst met honderd opgeschroefd worden. Opvallend aan het gebouw is de plaats waar de kerkklokken hangen. Het is een kruising tussen klokkentoren en klokkenstoel. De zaal was trouwens voor meerdere doeleinden geschikt; de mahoniehouten kansel was verplaatsbaar net als het doopvont en de Avondmaaltafel. Het gebouw heeft een geheel gesloten achtergevel, de scheiding tussen het tijdelijke en eeuwige. De buurt gaf het de naam Het badhuis. Het gebouw zou grootsheid en verhevenheid missen, aldus architect A. Ingewersen. De kerk keek naar het westen uit over een woestenij die pas in het begin van de zeventig als Rembrandtpark werd ingevuld/ingericht.
In diezelfde jaren trok Buurthuis De Tulp in het gebouw, terwijl er nog diensten werden gehouden. In 1982 zou de laatste dienst zijn geweest, waarna ook de kerkklokken verdwenen. Het gebouw is sinds september 2013 een gemeentelijk monument.